# Talib Kweli
Talib Kweli (født 3. oktober 1975) er en rapper fra Brooklyn, New York i USA. Hans arabiske navn betyder "student af sandhed og viden". Som rapper er Talib Kweli kendt for sit præcise, unikke flow og sine politiske holdninger.
Han er sammen med Yasiin Bey del af rap-duoen Black Star, der har spillet sammen siden udgivelsen af et album i 1998.
Senere i Talib Kwelis karriere (2000) dannede han sammen med DJ'en HiTek (som er født i Cincinnati i den amerikanske stat Ohio) gruppen Reflection Eternal som d. 17. oktober 2000 udgav albummet "Train of Thought".
Albummet Quality udkom i 2002, dette album modtog en del mainstream-opmærksomhed takket være Kanye West, for produktionen af singlen og hittet "Get By".
I 2004, udgav Talib Kweli albummet The Beautiful Struggle.
Talib Kweli gav i 2007 koncert på Roskilde Festivalen sammen med Jean Grae, og ligeledes i 2018 med Black Star.